# Trevor Strnad

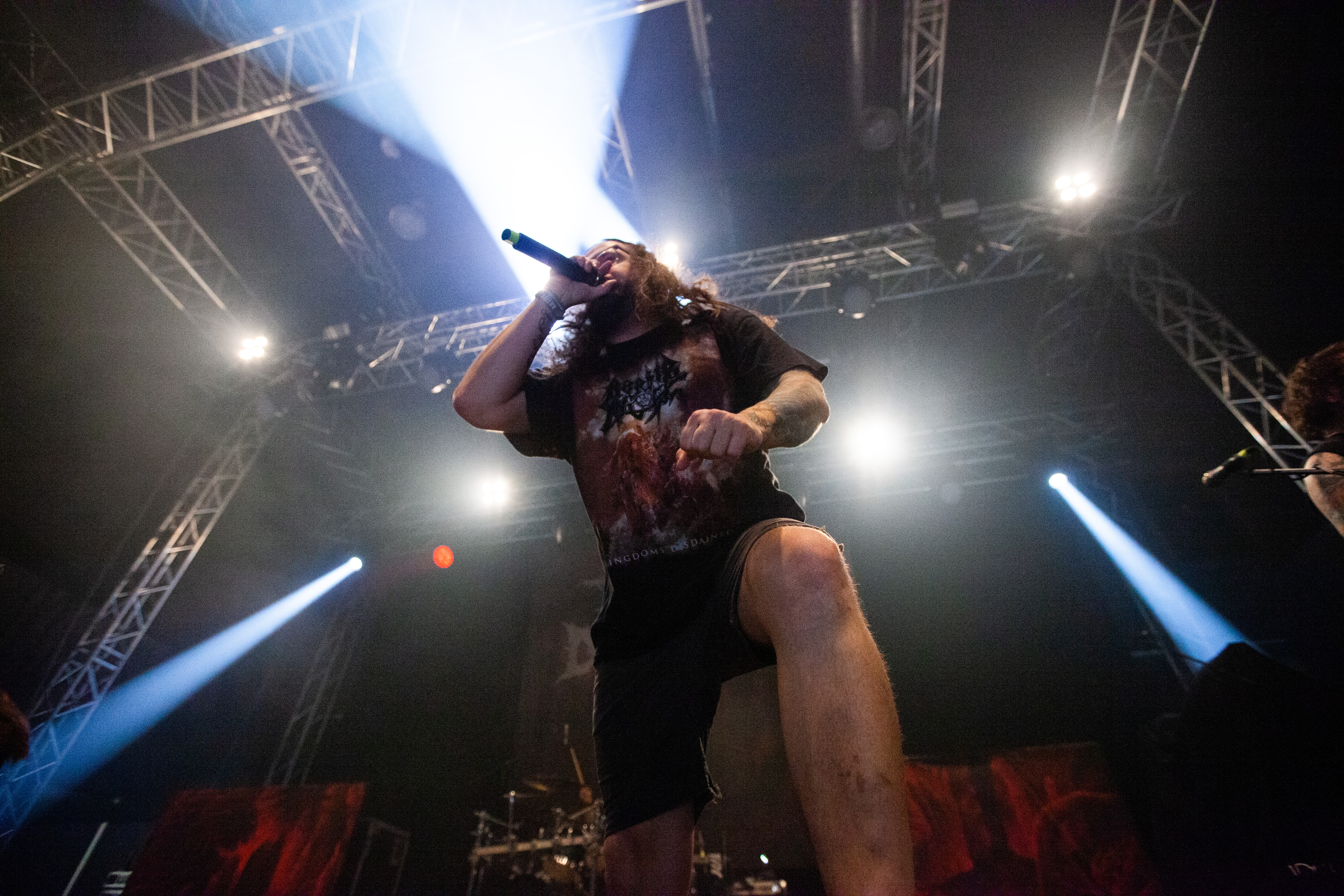
Trevor Strnad bei einem Konzert mit The Black Dahlia Murder auf dem Impericon Festival, 2019.

Trevor Scott Strnad (* 3. Mai 1981 in Waterford, Michigan; † 10. Mai 2022) war ein US-amerikanischer Metal-Sänger, der vor allem durch seine Tätigkeit bei The Black Dahlia Murder Bekanntheit erlangte.

## Leben und Karriere
Trevor Scott Strnad wurde am 3. Mai 1981 in Waterford im US-amerikanischen Bundesstaat Michigan geboren. Im Jahr 2001 war er Gründungsmitglied der US-amerikanischen Melodic-Death-Metal-Band The Black Dahlia Murder, der er ununterbrochen angehörte. Mit der Gruppe produzierte und veröffentlichte er zwischen 2003 und 2020 insgesamt neun Studioalben, welche sich allesamt in den US-amerikanischen Charts positionieren konnten. Zudem war er in zahlreichen Stücken anderer Metal-Bands als Gastsänger zu hören, darunter Shadow of Intent, Cannibal Corpse, Inferi, Abiotic, Benighted, Vulvodynia, Broken Hope, Kanonenfieber und Infant Annihilator.
Einige Zeit lang schrieb Strnad die Kolumne The Obituarist für das englischsprachige Online-Metalmagazin Metalinjection, in welcher er unter anderem aufstrebende Newcomer vorstellte.
Am 11. Mai 2022 gaben die Musiker von The Black Dahlia Murder den Tod Strnads bekannt. Er starb am 10. Mai im Alter von 41 Jahren. Informationen zur Todesursache wurden nicht angegeben. Lediglich die Telefonnummer einer Suizidpräventionshotline wurde angegeben, was seinen Freitod vermuten lässt. In einem Interview mit Metal Injection aus dem Jahr 2021 berichtete Strnad, an schweren Depressionen zu leiden und alkoholabhängig gewesen zu sein.
Er schrieb sämtliche Liedtexte der Gruppe, die von Machine-Head-Frontmann Robb Flynn posthum als „genial“ bezeichnet wurden, auch wenn manche Texte laut Flynn auch „krank“ waren.

## Privates
Strnad hörte Musik vieler unbekannter und aufstrebender Metal-Bands. Von seinen Musikkollegen wurde er – das Thema „Metal“ betreffend – als „belesen“ und als „wandelnde Enzyklopädie“ bezeichnet. Zudem war Strnad ein leidenschaftlicher Musiksammler, dessen Sammlung rund 4.000 Metal-Alben umfasste. Robb Flynn schrieb in seinem Nachruf in der englischsprachigen Version des Metal Hammer, „wenn es Metal-Botschafter geben würde, gäbe es vielleicht keinen besseren als ihn“.
Neben Metal hörte Strnad auch gerne R&B und Motown.

## Diskografie

### Gastauftritte
- 2006: Light This City: Fear of Heights aus dem Album Facing The Thousand (2006)
- 2006: Gaza: Cult aus dem Album I Don't Care Where I Go When I Die (2006)
- 2008: Cannibal Corpse: Stripped, Raped and Strangled 2007 aus dem Video Centuries of Torment: The First 20 Years (2008)
- 2012: Aborted: Vermicular, Obscene, Obese aus dem Album Global Flatline
- 2013: Hatesphere: Iconoclast aus dem Album Murderlust
- 2013: Broken Hope: Rendered into Lard aus dem Album Omen of Disease
- 2014: Soreption: Engineering the Void aus dem Album Engineering the Void
- 2014: Splattered: Guttural Species aus dem Album Guttural Species
- 2014: Cannabis Corpse: With Their Hash He Will Create aus dem Album From Wisdom to Baked
- 2014: Disentomb: Forced Adornment of the Funerary Crown aus dem Album Misery
- 2015: Arkaik: Awaken the I, Fleshwalkers, Fusion of Epochs und Conjuring aus dem Album Lucid Dawn
- 2015: Abhorrent: The Elegance of Asymmetry aus dem Album Intransigence
- 2015: Traitors: Burnout aus dem EP Night Terrors
- 2016: Hollow Earth: From Empyrean To Damnation aus dem Album Dead Planet
- 2017: Theory in Practice: Cryobiological Expansion aus dem Album Crescendo Dezign
- 2017: Filth: Apparition aus dem EP God Has a Plan
- 2017: Benighted: Forgive Me Father aus dem Album Necrobreed
- 2017: No Zodiac: Hung by the Tongue aus dem Album Altars of Impurity
- 2017: Artificial Brain: Infrared Horizon aus dem Album Infrared Horizon
- 2017: Maggot Colony: Vile Reincarnation aus dem Album Vile Reincarnation
- 2017: Parasitic Ejaculation: Global Decimation aus dem Album Isolation
- 2017: Bog Wraith: All Hail aus dem Album Omen (2018)
- 2017: The Kennedy Veil: Flesh of the Sun aus dem Album Imperium
- 2018: Inferi: Behold the Bearer of Light aus dem Album Revenant
- 2018: Metal Allegiance: The Accuser aus dem Album Volume II: Power Drunk Majesty
- 2018: Arsis: His Eyes (Pseudo Echo Cover) aus dem Album Visitant
- 2019: Electrocution: Misanthropic Carnage aus dem Album Psychonolatry
- 2019: Vulvodynia: Reclaim the Crown Part I: The Burning Kingdom aus dem Album Mob Justice
- 2019: VHS: Rooting for the Villain aus dem Album We're Gonna Need Some Bigger Riffs
- 2019: Blame God: Conquest of Mecca aus dem EP Power and Control
- 2019: Pathology: Pit of Bones aus dem Album Reborn to Kill
- 2019: Shadow of Intent: Barren and Breathless Macrocosm aus dem Album Melancholy
- 2019: Infant Annihilator: The Kingdom Sitteth Lonely Beneath Thine Hollowed Heavens aus dem Album The Battle of Yaldabaoth
- 2020: Graverape: Feast On The Deceased auf dem Album Exhuming Decay
- 2020: Two Minutes To Late Night: Everything's Ruined auf dem EP Covers Vol. 4
- 2020: Various Artists: Emerald (Mare Cognitum) aus dem Album Vigor Reconstruct: A Benefit for the Soroka Family
- 2020: Undeath: Lesions of a Different Kind aus dem Album Lesions of a Different Kind
- 2020: Nitesoil: The Abusement Park aus dem Album Abusement Park
- 2021: Abiotic: Souvenir of Skin aus dem Album Ikigai
- 2021: Orbyssmal: Ecchelhedrion aus dem Album Execration
- 2021: Viserion: The Wraith aus dem Album Natural Selection
- 2021: Contrition: For Misery aus dem Album Broken Mortal Coil
- 2021: VHS: Fake Blood and Push-Up Bras und Horror of Dracula aus dem Album I Heard They Suck...Blood
- 2022: Wounded Touch: Excerpts From a Violent Thesis auf dem Album Americanxiety
- 2022: Kanonenfieber: The Yankee Division March auf dem EP Yankee Division
- 2022: Baest: Gargoyles aus dem EP Justitia (2022)
- 2022: Cage Fight: Eating Me Alive aus dem Album Cage Fight (Posthumer Gastauftritt)
- 2022: Revocation: Re-Crucified aus dem Album Netherheaven (Posthumer Gastauftritt)
- 2022: Morning Again: Resignation aus dem Album Borrowed Time (Posthumer Gastauftritt)
- 2022: Chelsea Grin: Forever Bloom aus dem Album Suffer in Hell (Posthumer Gastauftritt)
- 2023: Noisy Neighbors: Pattern of Abuse aus dem Album Derailing the Hype Train (Posthumer Gastauftritt)
- 2023: Hot Graves: Throne ov the Morning Star und Plaguewielder aus dem Album PlagueWielder (Posthumer Gastauftritt)
- 2023: Ancestral Curse: Terror at the Big Top aus dem Album In Dreams of Endless Darkness (Posthumer Gastauftritt)
- 2025: Sarastus (Posthumer Gastauftritt)